# Roski
Roski Composites inc. est une entreprise située à Roxton Falls, Québec, Canada. L'usine de 134 000 pi2 se spécialise dans la production et la distribution de pièces moulées en matériaux composites destinées principalement aux marchés des  transports, de la construction et de l'industrie nautique de l'Amérique du Nord.

## Histoire

### Origine
En 1963, Joseph-Armand Bombardier crée la division Roski limitée pour approvisionner la ligne d'assemblage des motoneiges Ski-Doo de Bombardier (devenue Bombardier Produits récréatifs) en produits de matériaux composites, dont les capots et autres pièces complémentaires,. À la fin des années 1960, Roski se voit confier la production et l'assemblage de la première génération de motomarines Sea-Doo, alors développée par le service d'ingénierie de chez Bombardier. Au cours de cette même période, Roski produit toute la série des voiliers de Bombardier
. Parallèlement à l'expertise manufacturière développée pour la fabrication en grandes séries de pièces en composites par la technologie de moulage contact, Roski élargit son champ d'expertise en étant parmi les premières entreprises canadiennes, voire nord-américaines, à utiliser à grande échelle les technologies d'injection de résine liquide et de moulage sous presse à haute pression. Roski acquiert également, durant les années 1970, la technologie d'enroulement filamentaire. À cette époque, l'entreprise produit des réservoirs à essence pour les motoneiges moulés en HDPE par le procédé de rotomoulage. De 1970 à 1985, Roski fait des avancées technologiques qui lui permettront d'acquérir une expertise dans la production de pièces destinées aux secteurs nautique et du transport (camion, autobus, métro et rail), de même que dans les domaines des produits récréatifs, de la construction et de la corrosion.
En 1982, Normand Carpentier et Michel Lasalle se portent acquéreurs de quatre divisions de Bombardier, dont Roski ltée, et fondent Camoplast inc. Sous leur gouverne, l'usine de Roxton Falls recentre ses activités autour de la production de coques et de carrosseries de motomarines en concentrant ses efforts sur le développement d'une technologie robotique à haute efficacité : le procédé RSM. Grâce à ce développement, Roski devient un important fournisseur de ce type de pièces.
Le 23 août 2013, la division "composite" de Camoplast est reprise par quatre membres de la direction,. Elle devient une entité à part entière incorporée sous le nom de Roski Composites, sous la présidence de Yves Carbonneau. Tout en demeurant un important fournisseur de coques et de carrosseries pour les motomarines, Roski renoue alors avec la production de produits techniques destinés aux domaines des transports et de la construction, de même qu'avec sa gamme de produits propriétaires destinés au secteur nautique.
Le nom "Roski" vient de l'amalgame des mots Roxton et Ski-Doo, faisant référence au nom de la municipalité où se situe l'usine et à sa raison d'être initiale qui était de fournir des capots en composites sur mesure à Bombardier.

### Faits saillants
En 1972, la division Roski ltée fabrique 225 000 capots de motoneige par moule ouvert. Au milieu des années 1970, elle participe à la conception du métro de Montréal en habillant notamment l'intérieur des wagons. À la même période, en vue d'accueillir les Jeux olympiques d'été de Montréal (1976), la division conçoit et fournit à la métropole des pièces en composites pour le stade olympique, le bassin olympique, le complexe sportif Claude-Robillard et l'aréna Maurice-Richard.
Dans les années 1990, Roski procède à la robotisation de ses équipements. En 1996, l'usine de Roxton Falls fabrique 130 000 pièces de motomarine à partir de la technologie RSM qu'elle a mise au point au fil des ans. En 2007, Roski franchit le cap de un million de carrosseries de motomarine.
En 2015, Roski Composites agrandit son usine en vue de diversifier son offre et de fabriquer des pièces en composites de plus grandes dimensions, telles que des piscines creusées, des composantes d'éolienne, du mobilier urbain, des réservoirs, des bateaux et des pièces pour les véhicules récréatifs, les autobus et les wagons de train. Le 7 janvier 2016, Roski Composites annonce la commercialisation de l'Outsider, son premier bateau à voile de type dériveur conçu en fibre de verre.

## Profil

### Procédés industriels
Chez Roski, la fabrication des pièces en composites et en fibre de verre se fait par moule ouvert et par moule fermé.